# Paroisse de Webster
Pour les articles homonymes, voir Webster et Comté de Webster.
La paroisse de Webster (anglais : Webster Parish) est une paroisse en Louisiane aux États-Unis. Le siège est la ville de Minden. Elle était peuplée de 41 831 habitants en 2000. Elle a une superficie de 1 734 km² de terre émergée et 17 km² d’eau. Elle est nommée en l'honneur de Daniel Webster, homme d'État américain du XIXe siècle. 
La paroisse est enclavée entre le comté de Lafayette (Arkansas) au nord, le comté de Columbia (Arkansas) au nord-est, la paroisse de Claiborne à l'est, la paroisse de Bienville au sud-est et la paroisse de Bossier à l'ouest.  

## Démographie
Lors du recensement de 2000, les 41 831 habitants de la paroisse se divisaient en 66,51 % de « Blancs », 32,83 % de « Noirs » et d’Afro-Américains, 0,34 % d’Amérindiens et 0,19 % d’Asiatiques, ainsi que 0,22 % de non-répertoriés ci-dessus et 0,86 % de personnes métissées.
La grande majorité des habitants de la paroisse (98,17 %) ne parlent que l'anglais ; la paroisse comptait 0,62 % qui parle le français ou le français cadien à la maison, soit 243 personnes qui ont plus de cinq ans parlant au moins une fois par jour la « langue de Molière » .

## Municipalités
| - Cotton Valley - Cullen - Dixie Inn | - Doyline - Dubberly - Heflin | - Minden - Sarepta - Shongaloo | - Sibley - Springhill |